# Dubia riguardo l'esortazione apostolica Amoris Laetitia (2016)
I dubia relativi all'esortazione apostolica Amoris Laetitia sono un documento sottoscritto da quattro cardinali (Raymond Burke, Carlo Caffarra, Walter Brandmüller, Joachim Meisner) a seguito della pubblicazione dell'esortazione apostolica Amoris laetitia di papa Francesco nel 2016. 
I cardinali, tramite questo documento e già in precedenza in forma privata, hanno chiesto al pontefice dei chiarimenti in materia dottrinale della Chiesa, contestando alcuni punti del documento, in particolare quelli contenuti nel cap. VIII e relativi alla riammissione o meno dei divorziati, risposati civilmente, in comunione con la Chiesa cattolica.
I dubia richiedono una risposta "si/no". 
Papa Francesco ha ritenuto di non dover rispondere ai quesiti contenuti e da quel momento i cardinali hanno aperto un confronto pubblico sui temi affrontati.

## La lettera per l'esposizione deidubia
I quattro cardinali hanno sottoscritto congiuntamente una lettera al Santo Padre con il seguente testo:
Per questo, a noi sottoscritti ma anche a molti Vescovi e Presbiteri, sono pervenute numerose richieste da parte di fedeli di vari ceti sociali sulla corretta interpretazione da dare al cap. VIII dell'Esortazione.
Ora, spinti in coscienza dalla nostra responsabilità pastorale e desiderando mettere sempre più in atto quella sinodalità alla quale Vostra Santità ci esorta, con profondo rispetto, ci permettiamo di chiedere a Lei, Santo Padre, quale supremo Maestro della fede chiamato dal Risorto a confermare i suoi fratelli nella fede, di dirimere le incertezze e fare chiarezza, dando benevolmente risposta ai "Dubia" che ci permettiamo allegare alla presente.
Voglia la Santità Vostra benedirci, mentre Le promettiamo un ricordo costante nella preghiera.
Card. Walter Brandmüller

Card. Raymond L. Burke

Card. Carlo Caffarra

Card. Joachim Meisner

Roma, 19 settembre 2016»

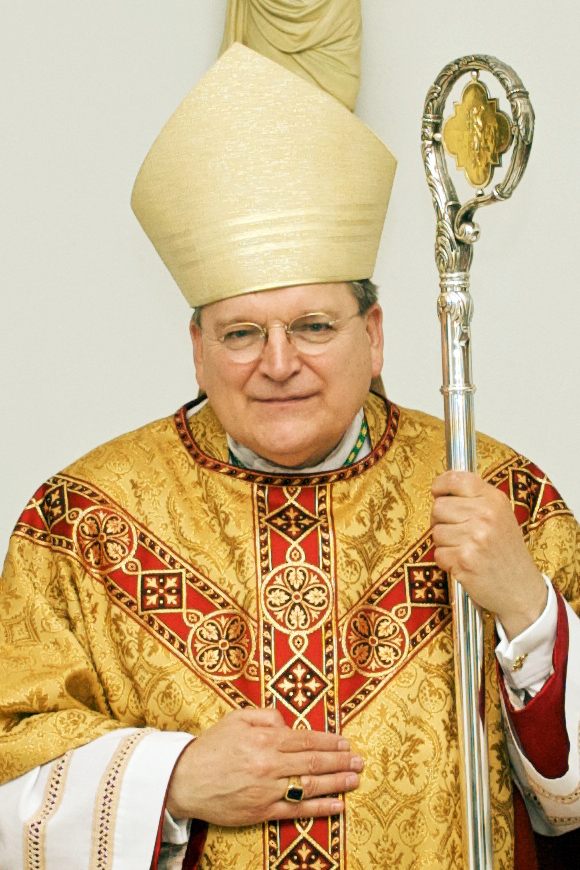
Il cardinale Raymond Leo Burke
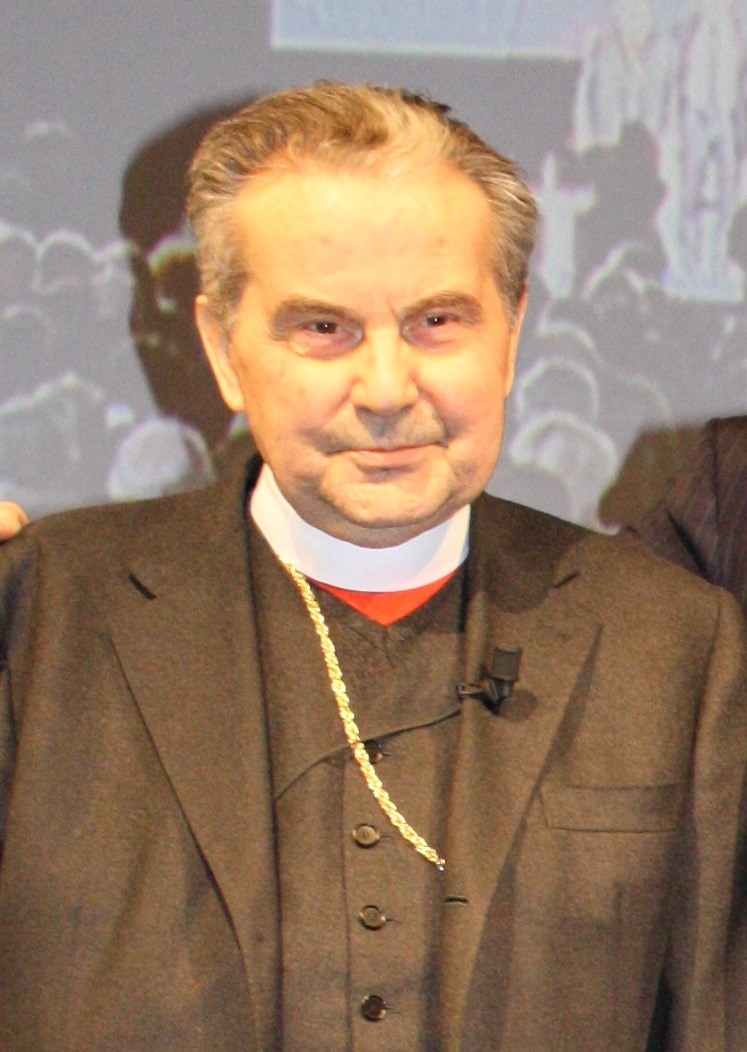
Il cardinale Carlo Caffarra
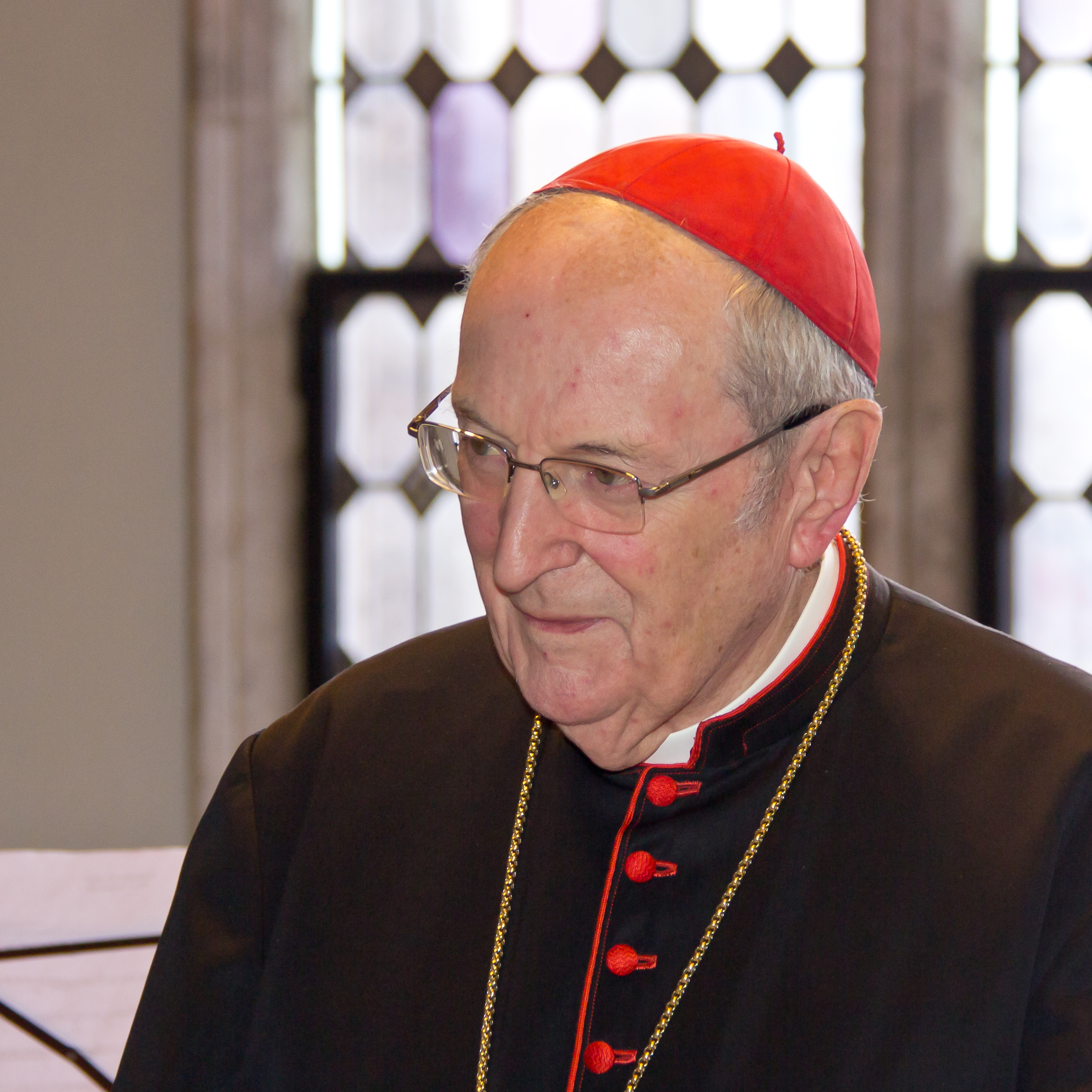
Il cardinale Joachim Meisner

## Il contesto deidubiae le contrapposizioni

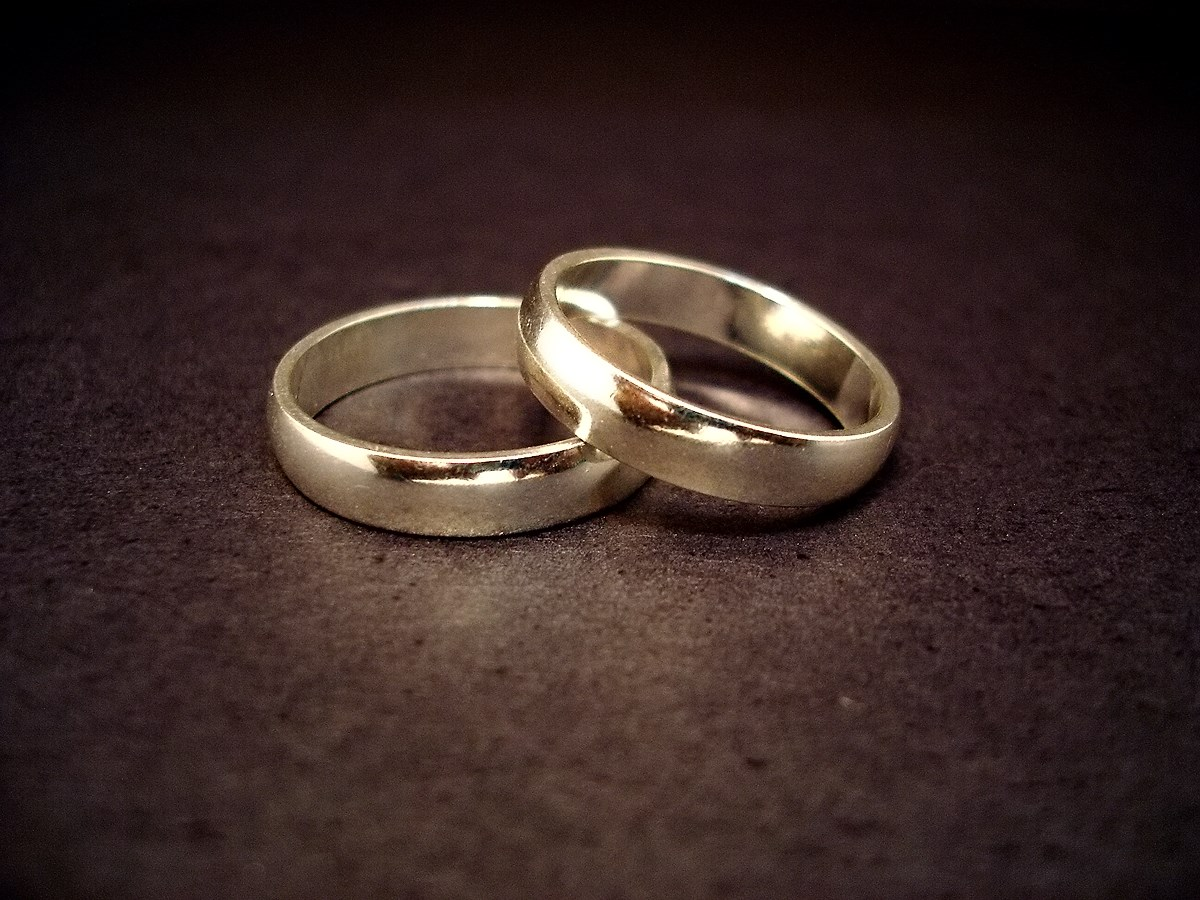
Il rapporto matrimonio-divorzio rimane uno dei temi centrali di dibattito dei dubia.

I dubia sono esposti come questioni formali al papa e alla Congregazione per la dottrina della fede chiedendo delle chiarificazioni circa particolari temi riguardanti appunto la dottrina o la pratica della fede cristiana cattolica.
La particolarità dei dubia esposti a seguito della pubblicazione dell'Amoris laetitia è che essi richiedono come risposta "si" o "no", senza quindi alcuna argomentazione teologica, in particolare sul cap. VIII dell'esortazione apostolica, quello relativo al ruolo dell'amore nella famiglia, sul quale si è poi incentrato tutto il dibattito e ancora più precisamente nei paragrafi 300-305, che sono stati in molti casi oggetto di divergenti interpretazioni.
Secondo alcuni, infatti, questi paragrafi rimanderebbero esplicitamente a una volontà di cambiamento della disciplina della Chiesa cattolica rispetto ai divorziati che decidono di vivere una nuova unione, mentre secondo altri, pur ammettendo una sostanziale mancanza di chiarezza o persino di ambiguità in alcuni dei passaggi in questione, tali pagine devono essere lette in continuità con il precedente magistero della Chiesa e non costituiscono una modifica della pratica nell'insegnamento teologico della Chiesa cattolica.
Secondo quanto espresso dai cardinali nel loro scritto, il fatto che diversi vescovi abbiano emanato disposizioni differenti e tra loro contrastanti sull'applicazione di quanto contenuto nell'Amoris laetitia nelle loro diocesi, sarebbe un chiaro sintomo della mancanza di una chiarezza univoca sullo scritto del pontefice, che ha dato il via a differenti modi di comprendere la vita cristiana, in particolare relativamente ai divorziati che l'Amoris laetitia sembra riammettere ai sacramenti.
A posteriori, l'esposizione dei dubia ha portato a numerosi consensi e dissensi internamente ed esternamente alla Chiesa. 
Tra i vescovi, arcivescovi e cardinali che hanno sostenuto pubblicamente e con dichiarazioni in merito la necessità da parte del papa di dare una risposta chiara a questi quesiti, oltre ai cardinali firmatari Raymond Leo Burke, Carlo Caffarra, Walter Brandmüller e Joachim Meisner, vi sono: l'arcivescovo Luigi Negri (arcivescovo emerito di Ferrara-Comacchio), l'arcivescovo Charles Joseph Chaput (arcivescovo di Philadelphia), il cardinale Joseph Zen Ze-kiun, il vescovo Rene Henry Gracida (vescovo emerito della diocesi di Corpus Christi, Texas), il cardinale Gerhard Ludwig Müller, l'arcivescovo Tomasz Peta (arcivescovo metropolita di Maria Santissima in Astana), l'arcivescovo Jan Paweł Lenga (arcivescovo emerito di Karaganda), l'arcivescovo Carlo Maria Viganò (ex nunzio apostolico negli Stati Uniti), il vescovo Andreas Laun (vescovo titolare di Libertina), il cardinale Renato Raffaele Martino, il cardinale Paul Josef Cordes, il vescovo James Douglas Conley (vescovo di Lincoln), il cardinale George Pell, il vescovo Athanasius Schneider (vescovo titolare di Celerina), il vescovo Jan Wątroba (vescovo di Rzeszów), il vescovo Józef Wróbel (vescovo ausiliare di Lublino), il vescovo Vitus Huonder (vescovo di Coira), l'arcivescovo Wolfgang Haas (arcivescovo di Vaduz), il cardinale Willem Jacobus Eĳk, il teologo Antonio Livi, il vescovo Bernard Fellay (superiore generale della Fraternità sacerdotale San Pio X), l'arcivescovo Terrence Thomas Prendergast (arcivescovo di Ottawa), il vescovo Ignazio Zambito (vescovo emerito di Patti), l'arcivescovo Stanisław Gądecki (arcivescovo di Poznan), l'arcivescovo Richard Smith (arcivescovo di Edmonton) e il suo ausiliare mons. Gregory J. Bittman, il vescovo Mark Hagemoen (vescovo di Saskatoon), il vescovo Frederick Henry (vescovo di Calgary), l'arcivescovo Gerard Pettipas (arcivescovo di Grouard-McLennan), il vescovo Paul Terrio (vescovo di Saint Paul in Alberta), il cardinale Jānis Pujats, il cardinale Antonio Cañizares Llovera.
Da parte del mondo laico, hanno fatto sensazione le dichiarazioni del professor Ettore Gotti Tedeschi, ex presidente dello IOR, il quale si è schierato a sostegno della richiesta dei cardinali tramite i dubia, come pure quelle del professor Roberto de Mattei (Università Europea di Roma).
Per contro, i vescovi, arcivescovi e cardinali che si sono dissociati pubblicamente dai dubia sono: l'arcivescovo Bruno Forte (arcivescovo di Chieti-Vasto), il cardinale Vincent Nichols, il cardinale Donald William Wuerl, il cardinale Orlando Quevedo, il cardinale Walter Kasper, il cardinale Reinhard Marx, il cardinale Fernando Sebastián Aguilar, l'arcivescovo Mark Benedict Coleridge (arcivescovo di Brisbane), l'arcivescovo Charles Scicluna (arcivescovo di Malta), monsignor Pio Vito Pinto (decano del Tribunale della Rota romana), il cardinale Wilfrid Fox Napier, il cardinale Cláudio Hummes, il vescovo Frangiskos Papamanolis (vescovo emerito di Santorini), il cardinale Blase Cupich, il cardinale Joseph Tobin, il cardinale Christoph Schönborn, il cardinale Kevin Joseph Farrell, il teologo e gesuita Antonio Spadaro (direttore di La Civiltà Cattolica), il cardinale Angelo Scola, il vescovo Derio Olivero (vescovo di Pinerolo), l'arcivescovo Vincenzo Paglia (Gran cancelliere del Pontificio istituto Giovanni Paolo II).
Tra le due posizioni si è posto il cardinale Angelo Amato che ha pubblicamente dichiarato: "Il dibattito deve continuare nel rispetto reciproco e soprattutto utilizzando i talenti delle rispettive posizioni [di modo da arrivare] per una posizione più integrata e completa". Dello stesso avviso è stato il cardinale Pietro Parolin, il quale ha dichiarato in un'intervista: "Le persone che non sono d'accordo esprimono il loro dissenso ma su queste cose si deve ragionare, cercare di capirsi". A queste posizioni intermedie si è associato il cardinale Agostino Vallini che ha dichiarato: "Il Papa non dice che bisogna ammettere ai sacramenti, sebbene non lo escluda in alcuni casi e ad alcune condizioni", come pure il cardinale ghanese Peter Turkson il quale ha dichiarato: "Per tutte quelle persone che hanno detto e scritto cose, ciascuno in differenti contesti, sarebbe una gran cosa ritrovarsi tutti su un palco [e parlarne]" aggiungendo "Probabilmente potremo trovare una quadra senza che diventi una guerra mediatica".

### LaCorrectio filialis
Nel luglio del 2017, un gruppo di membri del clero, dell'università e laici, tra i quali l'intellettuale tedesco Martin Mosebach, l'ex Presidente dello IOR, Ettore Gotti Tedeschi e il vescovo Bernard Fellay, superiore della Fraternità sacerdotale San Pio X, hanno siglato un documento chiamato Correctio filialis ("Correzione filiale") dedicato all'opera di papa Francesco. Il documento di venticinque pagine, reso pubblico a settembre dopo l'ennesima mancata risposta da parte della Santa Sede, muove critiche al papa accusandolo di aver promosso sette proposizioni eretiche nelle proprie parole, azioni ed omissioni, nel suo pontificato. La correzione filiale è un'iniziativa rara nel corso della storia della chiesa: la prima correzione è stata fatta all'epoca di papa Giovanni XXII, ammonito nel 1333.

## Idubia
La lettera è in seguito proseguita con l'enunciazione dei punti cruciali attorno ai quali, secondo l'opinione dei cardinali, si sarebbero trovati i dilemmi principali:

### La prima domanda
La prima domanda posta nei dubia pone particolare attenzione al n. 305 di Amoris laetitia e ancor più alla nota n. 351 posta a piè di pagina. Quest'ultima parla specificamente dei sacramenti della penitenza e dell'eucaristia, ma senza menzionare direttamente le figure dei divorziati.
Il n. 84 dell'esortazione apostolica Familiaris consortio di papa Giovanni Paolo II contemplava già la possibilità di ammettere i divorziati, risposati civilmente, ai sacramenti, ma a fronte di tre condizioni fondamentali:
- Le persone interessate non possono separarsi senza commettere una nuova ingiustizia
- Essi prendono l'impegno di vivere secondo la verità della loro situazione, cessando di vivere insieme come se fossero marito e moglie ("more uxorio"), astenendosi dagli atti che sono propri degli sposi (atti sessuali ed effusioni)
- Essi evitano di dare scandalo (cioè, essi evitano l'apparenza del peccato per evitare il rischio di guidare altri a peccare)

Secondo quanto espresso in questo documento le relazioni sessuali sono esclusive dell'amore coniugale (in quanto concepite qui come qualcosa di positivo e formativo per la coppia). Per i medesimi motivi, quindi, secondo il documento, non solo i divorziati che vivono in una nuova unione devono astenersi da tali pratiche, ma anche chiunque non sia sposato. Per la Chiesa, il sesto comandamento "non commettere adulterio" ha sempre condannato ogni esercizio della sessualità umana che non sia coniugale, cioè, ogni tipo di atto sessuale al di fuori di quello compiuto col proprio legittimo sposo.
Secondo i dubia dei cardinali, dal testo emergerebbe che, se la Chiesa ammettesse alla comunione i fedeli che si sono separati o divorziati dal proprio legittimo coniuge e che sono entrati in una nuova unione nella quale vivono come se fossero marito e moglie, insegnerebbe, tramite questa pratica di ammissione, una o più delle seguenti affermazioni riguardo al matrimonio, la sessualità umana e la natura dei sacramenti:
- Un divorzio non dissolve il vincolo matrimoniale, e i partner della nuova coppia non possono considerarsi sposati. Ad ogni modo le persone che non sono sposate, possono comunque e in certe condizioni, compiere atti di intimità sessuale.
- Un divorzio dissolve il vincolo matrimoniale. Le persone che non sono sposate non possono realizzare legittimamente atti sessuali. I divorziati e i risposati sono legittimamente sposi e i loro atti sessuali sono lecitamente atti coniugali.
- Un divorzio non dissolve il vincolo matrimoniale, e i partner della nuova coppia non possono considerarsi sposati. Le persone che non sono sposate non possono compiere atti sessuali. Perciò i divorziati risposati civilmente vivono in una situazione di peccato abituale, pubblico, oggettivo e grave.

### La seconda domanda
La seconda domanda riguarda l'esistenza dei cosiddetti "atti intrinsecamente cattivi". Il n. 79 dell'enciclica Veritatis splendor di Giovanni Paolo II sostiene che è possibile "qualificare come moralmente cattiva secondo la sua specie [...] la scelta deliberata di alcuni comportamenti o atti determinati prescindendo dall'intenzione per cui la scelta viene fatta o dalla totalità delle conseguenze prevedibili di quell'atto per tutte le persone interessate".
Così, l'enciclica insegna che ci sono atti che sono qualificabili come "sempre cattivi", che sono vietati dalle norme morali che obbligano senza eccezione (in quanto sono degli "assoluti morali"). Questi assoluti morali sono sempre negativi, cioè, essi ci dicono che cosa non dovremmo fare (ad esempio nei dieci comandamenti "non uccidere", "non rubare", ecc.).
Secondo la Veritatis splendor, dunque, nel caso di atti intrinsecamente cattivi nessun discernimento delle circostanze o intenzioni è necessario, cioè non esistono circostanze superiori che consentono di commettere un peccato e di accettarlo come impunito per una causa superiore (ad esempio commettere un delitto per salvare la patria).

### La terza domanda
Nel paragrafo 301 dell'Amoris laetitia si ricorda che: "la Chiesa possiede una solida riflessione circa i condizionamenti e le circostanze attenuanti". E conclude che "per questo non è più possibile dire che tutti coloro che si trovano in qualche situazione cosiddetta irregolare vivano in stato di peccato mortale, privi della grazia santificante".
Nella Dichiarazione del 24 giugno del 2000, il Pontificio consiglio per i testi legislativi chiariva il can. 915 del Codice di Diritto Canonico che afferma che quanti "ostinatamente persistono in peccato grave manifesto, non devono essere ammessi alla Santa Comunione". La dichiarazione fatta dal Pontificio consiglio affermava che tale canone era applicabile anche ai fedeli che sono divorziati e risposati civilmente. Essa chiarisce che il "peccato grave" dev'essere compreso oggettivamente, dato che il ministro dell'eucaristia nel momento in cui amministra la comunione non dispone dei mezzi adatti per giudicare l'imputabilità soggettiva della persona.
Così, secondo quando riportato nella Dichiarazione, la questione dell'ammissione ai sacramenti riguarda il giudizio della situazione di vita oggettiva della persona e non il giudizio che questa persona si trova in stato di peccato mortale. Infatti la questione, se vista sotto l'aspetto soggettivo, potrebbe vedere la persona non essere pienamente imputabile, o addirittura non esserlo per nulla.
Sulla medesima linea, papa Giovanni Paolo II nella sua enciclica Ecclesia de Eucharistia, al n. 37, viene ricordato che "il giudizio sullo stato di grazia di una persona riguarda ovviamente solo la persona coinvolta, dal momento che è questione di esaminare la coscienza". Quindi, la distinzione riferita da Amoris laetitia tra la situazione soggettiva di peccato mortale e la situazione oggettiva di peccato grave è ben stabilita nell'insegnamento della Chiesa.
Giovanni Paolo II, tuttavia, insisteva che "in caso di condotta pubblica che è seriamente, chiaramente e stabilmente contraria alla norma morale, la Chiesa, nella sua preoccupazione pastorale per il buon ordine della comunità e per il rispetto dei sacramenti, non può fallire nel sentirsi direttamente implicata". E così viene chiaramente riaffermato nel can. 915 già menzionato.
Questa terza questione pone dunque l'accento sul fatto se, anche dopo Amoris laetitia, sia ancora possibile dire che le persone che abitualmente vivono in contraddizione al comandamento della legge di Dio vivono in oggettiva situazione di grave peccato abituale, anche se, per qualche ragione, non è certo che essi siano soggettivamente imputabili per la loro abituale trasgressione.

### Quarta domanda
Nel paragrafo n. 302 di Amoris laetitia viene sottolineato che "un giudizio negativo su una situazione oggettiva non implica un giudizio sull'imputabilità o sulla colpevolezza della persona coinvolta". Qui il dubium espresso dai cardinali fa riferimento all'insegnamento così come è stato espresso da Giovanni Paolo II nella Veritatis splendor, secondo il quale circostanze o buone intenzioni non cambiano mai un atto intrinsecamente cattivo in un atto scusabile o addirittura buono.
La questione è se Amoris laetitia concordi nel dire che ogni atto che trasgredisce i comandamenti di Dio, (tra cui ad esempio l'adulterio, il furto, lo spergiuro) non possa mai, considerate le circostanze che mitigano la responsabilità personale, divenire scusabile o addirittura anche buono.
Questi atti, che la tradizione della Chiesa ha chiamato "peccati gravi" e "cattivi in sé", continuano a essere distruttivi e dannosi per chiunque li commetta, in qualunque stato soggettivo di responsabilità morale egli si possa trovare? Oppure questi atti, a seconda dello stato soggettivo della persona, dalle circostanze e dalle sue intenzioni, cessano di essere dannosi e divenire lodevoli o almeno scusabili?

### Quinta domanda
Nell'Amoris laetitia, al n. 303, viene affermato che "la coscienza può riconoscere non solo che una situazione non risponde obiettivamente alla proposta generale del Vangelo; può anche riconoscere con sincerità e onestà ciò che per il momento è la risposta generosa che si può offrire a Dio". In questo caso il dubium chiede una chiarificazione di queste affermazioni, dato che esse sono suscettibili di interpretazioni diverse o addirittura divergenti sia da parte del popolo di Dio che da parte dei vescovi che devono far rispettare tali disposizioni come insegnamenti.
Per coloro che propongono l'idea di coscienza creativa, i precetti della legge di Dio e la norma della coscienza individuale possono essere in tensione o anche in opposizione, mentre la parola finale dovrebbe sempre andare alla coscienza, che in ultima istanza decide a riguardo del bene e del male. Secondo Veritatis splendor n. 56, "su questa base si pretende di fondare la legittimità di soluzioni cosiddette pastorali contrarie agli insegnamenti del Magistero e di giustificare un'ermeneutica creatrice, secondo la quale la coscienza morale non sarebbe affatto obbligata, in tutti i casi, da un precetto negativo particolare".
In questa prospettiva, secondo i dubia, non sarà mai sufficiente per la coscienza morale sapere che "questo è adulterio", che "questo è omicidio" per sapere se si tratta di qualcosa che non può e non deve essere fatto secondo gli insegnamenti della Chiesa. In ogni caso si dovrebbe dunque guardare alle circostanze e alle intenzioni per sapere se questo atto non potrebbe, dopo tutto, essere scusabile o anche obbligatorio (come ravvisato nella domanda n.4 dei dubia). Per queste teorie, infatti, la coscienza potrebbe legittimamente decidere che, in un determinato caso, la volontà di Dio consista in un atto in cui si trasgredisce uno dei comandamenti stessi di Dio. "Non commettere adulterio" sarebbe visto dunque come una mera norma generale, ma se si può ritenere che trasgredire a questo comandamento sia ciò che realmente Dio chiede a una persona per un fine superiore, ecco che il comandamento come tale passa in secondo piano. Secondo questi termini, secondo gli estensori dei dubia, i casi di adulterio virtuoso, di omicidio legale e di spergiuro obbligatorio sarebbero ammissibili come "corretti".
Tutto ciò significherebbe perciò concepire la coscienza come una facoltà per decidere autonomamente a riguardo del bene e del male e la legge di Dio diverrebbe unicamente un fardello che viene imposto solo arbitrariamente e che potrebbe addirittura a un certo punto divenire un ostacolo alla nostra vera felicità. La sola coscienza, a ogni modo, non può decidere del bene o del male, infatti l'atto proprio della coscienza è di giudicare e non di decidere, dal momento che il suo scopo è quello di definire "questo è bene", "questo è male". Questa bontà o cattiveria non dipende però dalla coscienza. Essa accetta e riconosce la bontà o cattiveria di un'azione e per fare ciò, cioè per giudicare, la coscienza necessita di criteri; essa è interamente dipendente dalla verità.
I comandamenti di Dio sono un gradito aiuto offerto alla coscienza per cogliere la verità e così giudicare secondo verità. I comandamenti di Dio sono espressione della verità sul bene, sul nostro essere più profondo, dischiudendo qualcosa di cruciale a riguardo di come vivere bene.
Anche papa Francesco del resto si esprime negli stessi termini in Amoris laetitia n. 295: "Anche la legge è dono di Dio che indica la strada, dono per tutti senza eccezione".

## Risposte indirette aidubia

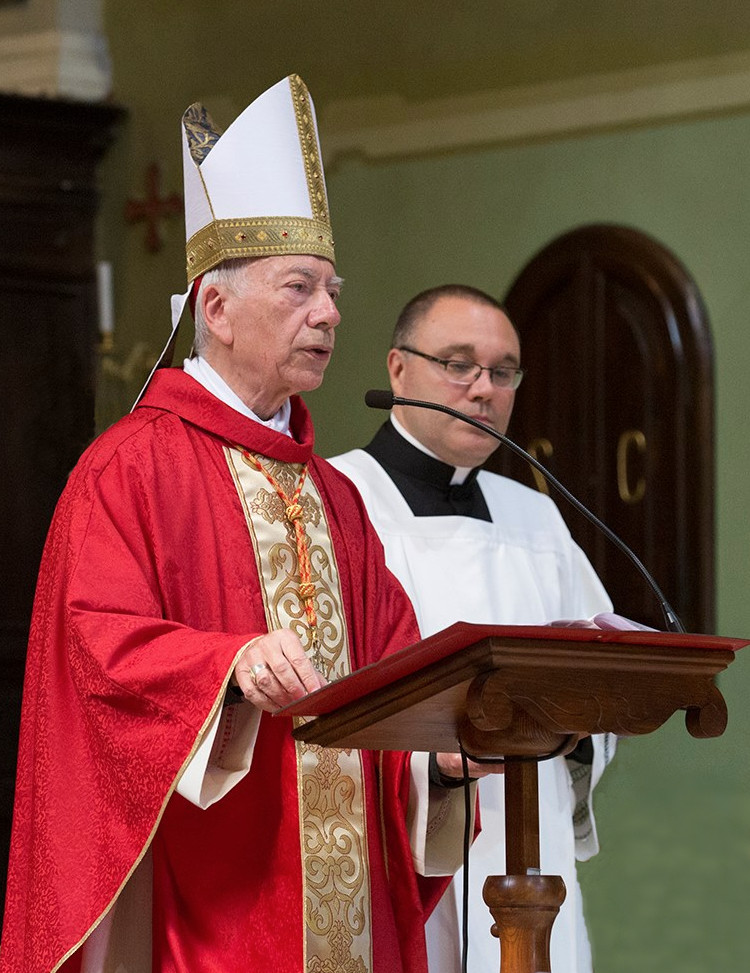
Il cardinale Francesco Coccopalmerio, presidente del Pontificio consiglio per i testi legislativi ha ricevuto da papa Francesco nel 2017 il compito di redigere una risposta, seppur indiretta, ai dubia sollevati dai cardinali

A seguito della pubblicazione dei dubia delle ragioni che li hanno indotti, è stata data dalla Santa Sede una risposta indiretta, ma pur sempre frutto di un approfondito studio canonico ed ecclesiologico fatto, con l'approvazione dello stesso pontefice, da uno dei più stretti collaboratori, il cardinale Francesco Coccopalmerio, tra l'altro presidente del Pontificio consiglio per i testi legislativi, organo che si occupa proprio di giustizia presso la Santa Sede.
Il testo prodotto dal cardinale Coccopalmerio è stato un libro di circa 30 pagine dal titolo "Il Capitolo ottavo della esortazione apostolica post sinodale Amoris Laetitia" ed è stato edito dalla Libreria editrice vaticana e reso pubblico l'8 febbraio 2017. Nel testo sono moltissimi i riferimenti che il cardinale rimanda sia al Concilio Vaticano II che al testo di Giovanni Paolo II, sia per ribadire le novità apportate dal documento di papa Francesco, sia per ribadire le posizioni della tradizione cristiana cattolica. Tale iniziativa, pur non facendo esplicito riferimento ai dubia, è stata ovviamente mirata a cercare di chiarire il più possibile le interpretazioni date dai cardinali, dai vescovi e dai fedeli. 
Nel testo il cardinale Coccopalmerio è entrato nel merito della difesa della dottrina matrimoniale da parte della chiesa e dell'assoluto valore del matrimonio e della sua tutela da parte della chiesa cattolica: "Il matrimonio cristiano, riflesso dell'unione tra Cristo e la sua Chiesa, si realizza pienamente nell'unione tra un uomo ed una donna, che si donano reciprocamente in un amore esclusivo e nella libera fedeltà, si appartengono fino alla morte e si aprono alla trasmissione della vita, consacrati dal sacramento che conferisce loro la grazia per costituirsi come Chiesa domestica e fermento di vita nuova nella società".
Nel testo si precisa che "altre forme di unione contraddicono radicalmente questo ideale, mentre alcune lo realizzano almeno in modo parziale e analogo", ma nel contempo si ricorda che "i Padri Sinodali hanno affermato che la Chiesa non manca di valorizzare gli elementi costruttivi in quelle situazioni che non corrispondono ancora o non più al suo insegnamento sul matrimonio".
Relativamente alla domanda se le unioni civili debbano considerarsi solo delle unioni di fatto e non matrimoni veri e propri, Coccopalmerio ha precisato che "i Padri sinodali hanno anche considerato la situazione solo civile o, fatte salve le differenze, persino di una semplice convivenza in cui quando l'unione raggiunge una notevole stabilità attraverso un vincolo pubblico, è connotata da affetto profondo, da responsabilità nei confronti della prole, da capacità di superare le prove, può essere vista come una occasione da accompagnare nello sviluppo verso il sacramento del matrimonio alla luce del Vangelo".
Secondo quanto riportato da Coccopalmerio, il testo di papa Francesco sarebbe dunque favorevole all'ammissione ai sacramenti di chi, pur vivendo in situazioni irregolari, chiede con sincerità l'ammissione nella pienezza della vita ecclesiale. Tale gesto è visto come un'apertura e un segno di profonda misericordia da parte della Chiesa che si pone come madre universale, non abbandonando nessuno dei suoi figli, consapevole che la perfezione assoluta è un dono prezioso ma che non può giungere a tutti egualmente.
Sul fatto che la Familiaris consortio di Giovanni Paolo II richieda ai divorziati risposati di astenersi dall'intimità di coppia, il cardinale Coccopalmerio ha portato come citazione il Concilio Vaticano II, riportando anche come l'enciclica Gaudium et spes di Paolo VI affermi: "... dove è interrotta l'intimità della vita coniugale" (quindi dove è interrotto il compimento degli atti sessuali) "non è raro che la fedeltà sia messa in pericolo e possa venir compromesso il bene dei figli [...], l'educazione [...], il coraggio di accettarne altri". Riprendendo tali affermazioni, dunque, Coccopalmerio ha spiegato che "qualora l'impegno di vivere come fratello e sorella si riveli possibile senza difficoltà per il rapporto di coppia, i due conviventi lo accettino volentieri; qualora invece tale impegno determini difficoltà, i due conviventi sembrano di per sé non obbligati, perché verificano il caso del soggetto del quale parla il n. 301 con questa chiara espressione: si può trovare in condizioni concrete che non gli permettano di agire diversamente e di prendere altre decisioni senza una nuova colpa". Nella sua esortazione apostolica, è lo stesso papa Francesco a fare, secondo il Coccopalmerio, riferimento a questo passaggio del concilio con l'affermazione: "La Chiesa possiede una solida riflessione circa i condizionamenti e le circostanze attenuanti".
Nel suo commento al capitolo ottavo di Amoris laetitia, il cardinale Coccopalmerio ricorda così come «un giudizio negativo su una situazione oggettiva non implica un giudizio sull'imputabilità o sulla colpevolezza della persona coinvolta. [...] Nel contesto di queste convinzioni, considero molto appropriato quello che hanno voluto sostenere molti Padri sinodali: "In determinate circostanze le persone trovano grandi difficoltà ad agire in modo diverso. [...] Il discernimento pastorale, pur tenendo conto della coscienza rettamente formata delle persone, deve farsi carico di queste situazioni. Anche le conseguenze degli atti compiuti non sono necessariamente le stesse in tutti i casi"».
Alla conferenza di presentazione del volume, don Giuseppe Costa (direttore all'epoca della Libreria editrice vaticana) ha dichiarato: "[Il libro] non è la risposta del Vaticano ai dubia, anche se il cardinale si è assunto la sua responsabilità scrivendolo" proseguendo "Noi, come editori, diamo voce a interlocutori così autorevoli, ma il libro del cardinale Coccopalmerio non è una risposta ufficiale del Vaticano. Il dibattito è sempre aperto, noi lo incoraggiamo e offriamo strumenti di approfondimento".

### La lettera di papa Francesco ai vescovi argentini
La conferenza dei vescovi della regione di Buenos Aires, in Argentina, il 5 settembre 2016, ha pubblicato per la propria diocesi delle direttive specifiche per l'applicazione di quanto contenuto nell'esortazione Amoris laetitia, e in particolare nel cap. VIII. Nella lettera emanata alle diocesi si legge testualmente:
E ancora:
Secondo l'interpretazione data dai vescovi argentini, dunque, la comunione sarebbe possibile anche ai divorziati risposati a precise condizioni. Il punto di forza di questa interpretazione poggia in gran parte sulla nota n. 329 dell'Amoris laetitia dove papa Francesco riporta:
Secondo quanto rilevato da alcuni studiosi all'epoca della pubblicazione dell'esortazione apostolica, la citazione della Gaudium et spes poteva apparire decontestualizzata in quanto tali parole erano riferite ai coniugi e non ai divorziati risposati, mentre secondo altri l'accostamento è stato volutamente fatto da papa Francesco per far evolvere la dottrina della chiesa cattolica e consentirne un più ampio sviluppo.
L'interpretazione data dai vescovi argentini è stata pubblicata negli Acta Apostolicae Sedis (fasc. 10/2016) assieme alla lettera di risposta che lo stesso papa Francesco aveva inviato ai vescovi argentini . Tale atto, secondo alcuni, rappresenterebbe un'ufficializzazione della posizione da prendere sull'esortazione apostolica e quindi una risposta, seppur ancora una volta indiretta, ai dubia espressi dai cardinali, nonché una presa di posizione del pontefice. Nel 2023 il Dicastero per la dottrina della fede ha ribadito che la lettera di risposta ai vescovi di Buenos Aires deve essere interpretata come magistero ufficiale.